# Yanomamita
La yanomamita es un mineral arseniato encuadrado en la clase de los minerales fosfatos, y dentro de esta pertenece al llamado “grupo de la variscita”. Fue descubierta en 1990 en una mina en el estado de Goiás (Brasil), siendo nombrada así por los indios Yanomami, residentes de la cuenca del río Amazonas. Un sinónimo es su clave, IMA1990-052.

## Características químicas
Es un arseniato hidratado de indio, que cristaliza en el sistema cristalino ortorrómbico, con frecuencia con crecimiento epitaxial con la escorodita (Fe3+AsO4·2H2O), con la que forma una serie de solución sólida, en la que la sustitución gradual del indio por hierro va dando los distintos minerales de la serie. Además de los elementos de su fórmula, suele llevar como impurezas hierro y aluminio.

## Formación y yacimientos
Se encuentra como raro mineral secundario reemplazando a la arsenopirita en vetas de cuarzo-topacio que cortan rocas tipo granito, en las minas de Brasil donde ha sido descubierto. Suele encontrarse asociado a otros minerales como: escorodita, arsenopirita, esfalerita rica en indio, topacio o casiterita.